# Luigi Samoggia

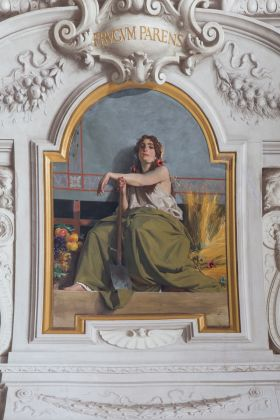
Luigi Busi e Luigi Samoggia, Decorazioni a fresco sulla volta della Sala Rossa in Palazzo d'Accursio a Bologna; una delle allegorie dedicate alla prosperità e al progresso dipinte dopo l’Unità d’Italia.

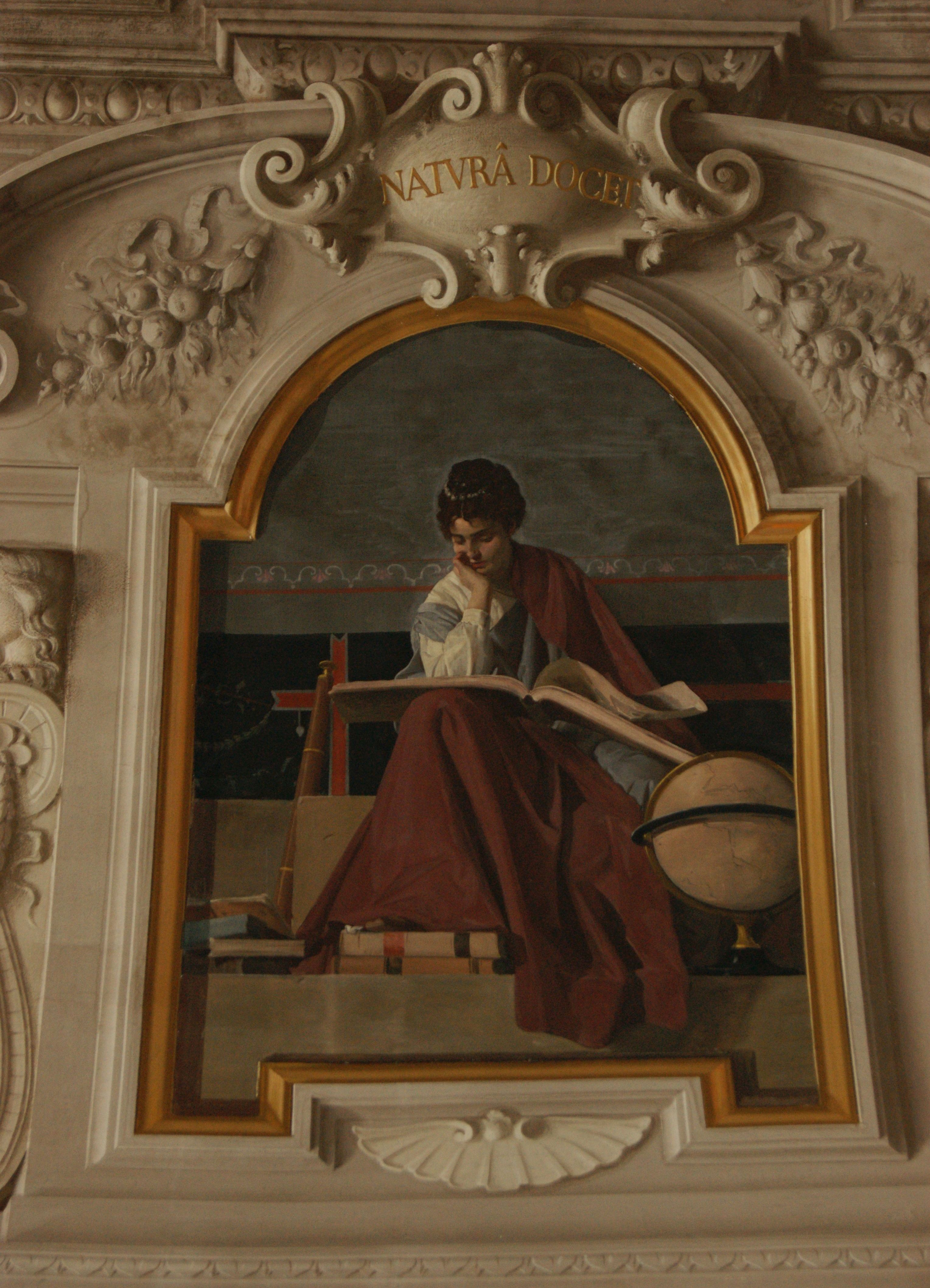
Luigi Busi e Luigi Samoggia, Decorazioni a fresco sulla volta della Sala Rossa in Palazzo d'Accursio a Bologna; una delle allegorie dedicate alla prosperità e al progresso dipinte dopo l’Unità d’Italia.

Luigi Samoggia (Bologna, 1811 – Bologna, 1904) è stato un pittore e restauratore italiano operante prevalentemente a Bologna nel XIX secolo.

## Biografia
Nonostante ai suoi tempi godesse la fama di valente decoratore non si hanno notizie anagrafiche del cav. prof. Luigi Samoggia se non che era originario di Bologna, come lascia intendere il suo cognome "Samoggia" che è un affluente del Reno, e che ha operato prevalentemente in questa città nella seconda metà del XIX secolo, dove risulta abitare nel 1892 in via Ugo Bassi n. 16, intervenendo nei più importanti edifici storici e chiese della sua città, collaborando anche con altri valenti pittori d'ambito bolognese come Alessandro Guardassoni e Luigi Busi. 
Tra le sue opere, si ricorda l'architettura illusoria realizzata nel 1883 nella Cappella di San Carlo Borromeo, nella cattedrale di Bologna, dove è conservata anche la pala con San Carlo che distribuisce l'elemosina di Donato Creti del 1740.
Nel 1886 viene eletto Accademico onorario della Accademia delle arti del disegno di Firenze.
Nel 1893 figura tra i soci fondatori dell'Associazione artistica bolognese Francesco Francia

## Opere
- Cassa di Risparmio[2]
- Palazzo Malvezzi-Medici
- Palazzo Pizzardi (ora delle Strade Ferrate)[3]
- Palazzo Legnani
- San Pietro[4][5]
- San Giorgio[6]
- Santa Maria della Carità[7]
- Santa Sofia[8]
- Corpus Domini[9]
- Teatro di Viterbo
- Teatro di Fabriano
- Teatro di Pesaro

### con Luigi Busi
- Palazzo comunale - ornati e volta centrale[10]
- Teatro Comunale di Bologna[11]
- decorazione alcune sale della Banca d'Italia (sede di Firenze), 1870
- Teatro Lauro Rossi di Macerata (soffitto) 1870
- Teatro Marrucino di Chieti (soffitto), 1874
- decorazioni per la nuova stazione di Bologna, 1875-76 (oggi distrutte)
- decorazioni della Sala Rossa, Palazzo d’Accursio, Bologna, 1876-77
- decorazioni della Cappellina di Villa Hercolani Belpoggio, Bologna, 1879-80 e con Alessandro Guardassoni
- decorazione dello scalone, Palazzo Vacchi Suzzi, Imola, 1880 ca.
- decorazione della cupola, Santuario della Beata Vergine del Piratello, Imola 1881

### con Alessandro Guardassoni
- Santuario Madonna di San Luca[12]
- Chiesa dei Ss. Filippo e Giacomo[13]
- Chiesa di San Salvatore[14]
- Chiesa di San Giuseppe ed Ignazio[15]
- Chiesa di San Martino[16]
- Chiesa di San Giuliano[17]
- Chiesa di San Gregorio[18]

### con Antonio Muzzi
- Chiesa di Santa Maria della Carità (Bologna)[19]